# Dactylis
Pour les articles homonymes, voir Dactyle.
Genre
Classification phylogénétique
Dactylis (dactyle en français) est un genre de plantes monocotylédones de la famille des Poaceae (graminées), sous-famille des Pooideae, originaire d'Eurasie et d'Afrique du Nord, mais introduit dans les régions tempérées de tous les continents.
Ce sont des plantes herbacées vivaces, densément cespiteuses, pouvant atteindre 2 m de haut. Certaines espèces sont cultivées comme plantes fourragères, mais sont aussi considérées comme des mauvaises herbes dans certaines régions.
Le nombre d'espèces rattachées au genre Dactylis varie de 1 à 5 selon les auteurs. Cinq espèces ont été reconnues par les taxonomistes russes et de nombreuses sous-espèces ont été décrites en Eurasie, mais le genre est considéré comme monotypique variable en Amérique du Nord.
Dactylis glomerata a un fort pouvoir allergisant.

## Étymologie
Dactylis signifie doigt, allusion à la forme digitée de l'inflorescence, chaque doigt étant composé d'un groupe d'épillets.

## Agriculture

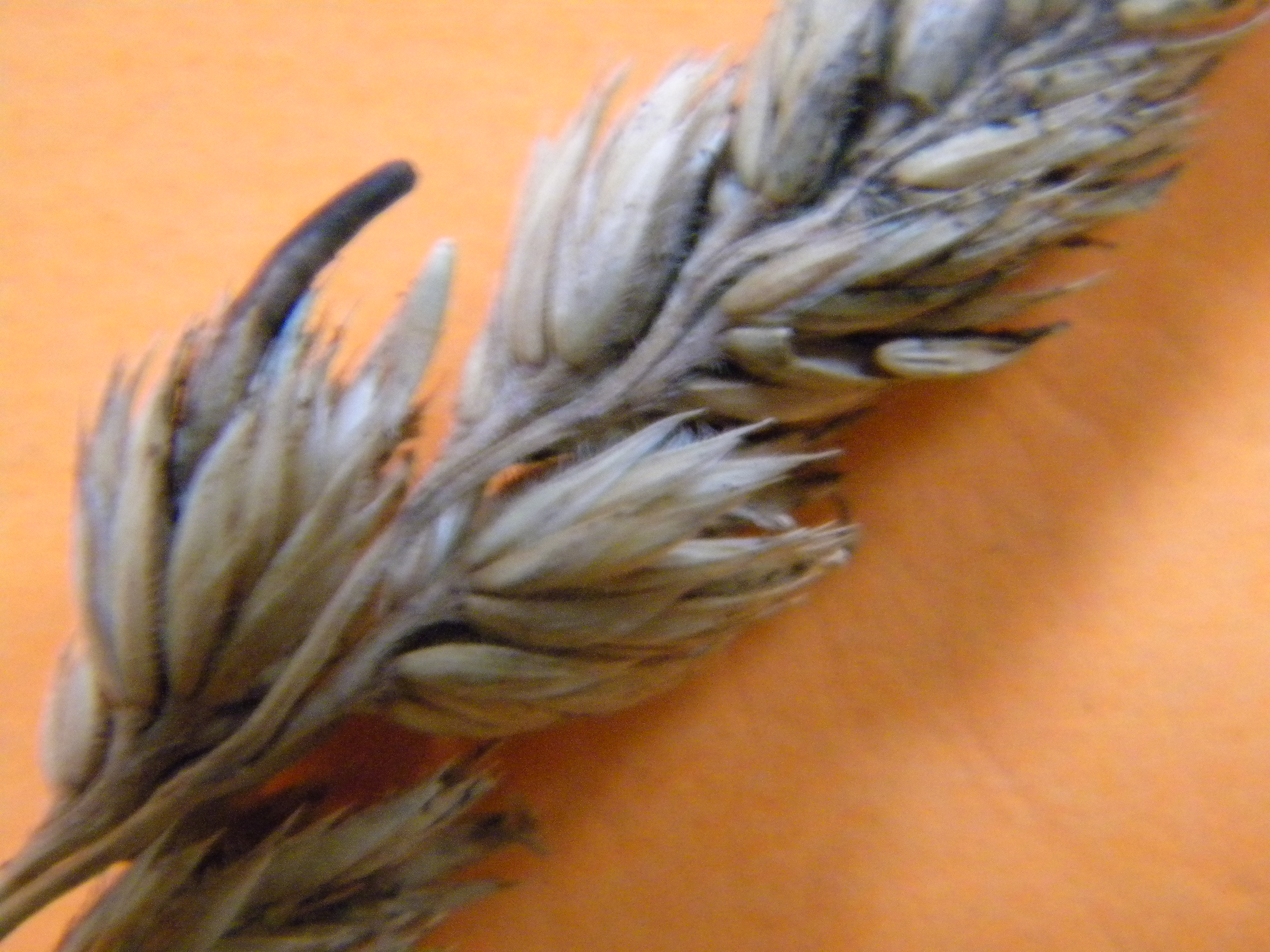
Ergot du seigle (Claviceps purpurea) sur Dactylis glomerata.

En tant qu'espèce fourragère, le dactyle pelotonné est principalement cultivé seul ou en association avec d'autres espèces dans des prairies cultivées. Il convient bien aux prairies de longue durée en terrain sain.
C'est l'une des graminées fourragères les plus riches en protéines. Son système racinaire profond lui permet un accès facilité à l'eau et aux minéraux du sol. Cette propriété est intéressante lors d'étés secs car le dactyle se dessèche moins que d'autres espèces de graminées. En revanche, le dactyle supporte mal les terrains humides ou temporairement inondés. 
Il en existe plus de 90 variétés au catalogue français et plus de 160 au catalogue européen.
Il peut être pâturé et récolté en ensilage ou foin.
Le dactyle peut être un hôte de l'ergot du seigle.

## Liste des espèces et sous-espèces
Selon World Checklist of Selected Plant Families (WCSP) (19 septembre 2016) :
- Dactylis glomerata L. (1753), le dactyle pelotonné
  - Dactylis glomerata subsp. glomerata
  - Dactylis glomerata subsp. hackelii (Asch. & Graebn.) Cif. & Giacom. (1950), synonyme de Dactylis marina Borrill
  - Dactylis glomerata subsp. hispanica (Roth) Nyman (1882)
  - Dactylis glomerata subsp. hyrcana Tzvelev (1976)
- Dactylis glomerata nothosubsp. intercedens (Domin) Acedo (1990 publ. 1991)
  - Dactylis glomerata subsp. izcoi S.Ortiz & Rodr.Oubiña (1993)
  - Dactylis glomerata subsp. judaica Stebbins & D.Zohary (1959)
  - Dactylis glomerata subsp. juncinella (Bory) Stebbins & D.Zohary (1959)
  - Dactylis glomerata subsp. lobata (Drejer) H.Lindb. (1906), synonyme de Dactylis polygama Horv., le dactyle d'Ascherson
  - Dactylis glomerata subsp. lusitanica Stebbins & D.Zohary (1959)
  - Dactylis glomerata subsp. mairei Stebbins & D.Zohary (1959)
  - Dactylis glomerata subsp. merinoana (Horjales, Laso & Redondo) H.Scholz (2011)
  - Dactylis glomerata subsp. nestorii Rosselló & L.Sáez (1998)
  - Dactylis glomerata subsp. oceanica G.Guignard, Bull. Soc. Bot. France (1985 publ. 1986)
  - Dactylis glomerata subsp. reichenbachii (Dalla Torre & Sarnth.) Stebbins & D.Zohary (1959)
  - Dactylis glomerata subsp. rigida (Boiss. & Heldr.) Hayek (1932)
  - Dactylis glomerata subsp. santai Stebbins & D.Zohary (1959)
  - Dactylis glomerata subsp. slovenica (Domin) Domin (1928)
  - Dactylis glomerata subsp. stebbinsii (Horjales, Laso & Redondo) H.Scholz (2011)
  - Dactylis glomerata subsp. woronowii (Ovcz.) Stebbins & D.Zohary (1959)
- Dactylis smithii Link (1825)